# Karsten Rinas
Karsten Rinas (* 14. Dezember 1969 in Opladen) ist ein deutscher Sprachwissenschaftler.

## Leben
Karsten Rinas studierte Germanistik, Philosophie und Allgemeine Sprachwissenschaft an der Universität zu Köln. 2006 promovierte er an der Julius-Maximilians-Universität Würzburg; 2008 habilitierte er sich an der Palacký-Universität Olmütz. 2020 wurde er zum Professor ernannt.
1997 ging Rinas (zunächst als DAAD-Lektor) an die Schlesische Universität Opava (Troppau), wo er bis 2006 wirkte. Seit 2006 lehrt er an der Palacký-Universität Olmütz.
Zu seinen fachlichen Schwerpunkten gehören: Syntax, Semantik, Stilistik, Kontrastive Linguistik, Geschichte der Sprachwissenschaft.

## Werke
Bücher (in Auswahl)
- Präsuppositionen und Komplementierung. Zur Erklärung von A.c.I.-Konstruktionen, langen Extraktionen, „Neg-Raising“, Verbzweit-Einbettungen, kohärenten Konstruktionen und verwandten Phänomenen. Wissenschaftlicher Verlag, Trier 1997, ISBN 3-88476-243-5.
- Wenn Sie sagen: „Ich brauche mehr Deutsch üben“ – dann haben Sie Recht! Programmierte Übung zum Verlernen typisch tschechischer Deutsch-Fehler. Schlesische Universität, Opava 2001, ISBN 80-7248-115-0.
- Die Abtönungspartikeln ‚doch‘ und ‚ja‘. Semantik, Idiomatisierung, Kombinationen, tschechische Äquivalente. Peter Lang, Frankfurt am Main u. a. 2006, ISBN 3-631-55062-6.
- Sprache, Stil und starke Sprüche. Bastian Sick und seine Kritiker. Wissenschaftliche Buchgesellschaft, Darmstadt 2011, ISBN 978-3-650-24659-2.
- mit Birgit Gunsenheimer und Veronika Opletalová: Übungsbuch zur deutschen Wissenschaftssprache. Palacký-Universität, Olmütz 2011, ISBN 978-80-244-2560-3.
- Einführung in die Sprachwissenschaft. Palacký-Universität, Olmütz 2013, ISBN 978-80-244-3617-3.
- mit Bettina Morcinek, Veronika Opletalová und Helmut Glück: Deutschlernen ‚von unten‘: Böhmakeln und Kuchldeutsch. Harrassowitz, Wiesbaden 2016, ISBN 978-3-447-10617-7.
- Theorie der Punkte und Striche. Die Geschichte der deutschen Interpunktionslehre. Winter, Heidelberg 2017, ISBN 978-3-8253-6800-5.